# 토요근무
《토요근무》(Working On Saturday)는 한국에서 제작된 구은지 감독의 2011년 드라마 영화이다. 변요한 등이 주연으로 출연하였고 오태헌 등이 제작에 참여하였다.

## 출연

### 주연
- 변요한
- 박서연

## 기타
- 조연출: 양현아
- 연출부: 정한진
- 기록: 황지은
- 동시녹음: 김정인
- 동시녹음: 오아름
- 동시녹음: 조경민
- 동시녹음: 유윤희
- 음향: 구은지